# Ludovic Gotin
Ludovic Gotin (Les Abymes, Isla de Guadalupe, 5 de julio de 1985) es un futbolista de Isla de Guadalupe que juega en la posición de delantero centro y que actualmente milita en el CS Moulien de la División de Honor de Guadalupe.

## Carrera

### Club
| Periodo   | Club            |
| --------- | --------------- |
| 2004-2005 | CS Moulien      |
| 2005-2006 | CS Avion        |
| 2006-2016 | CS Moulien      |
| 2016-2017 | USR Sainte-Rose |
| 2017-     | CS Moulien      |

### Selección nacional
Jugó para Guadalupe en 36 ocasiones de 2006 a 2017 y anotó 15 goles; participó en tres ediciones de la Copa de Oro de la Concacaf.
| No  | Fecha      | Sede                                              | Rival                        | Marcador | Resultado      | Torneo                                        |
| --- | ---------- | ------------------------------------------------- | ---------------------------- | -------- | -------------- | --------------------------------------------- |
| 1.  | 24-9-2006  | Stade René Serge Nabajoth, Les Abymes, Guadeloupe | Martinica                    | 1–0      | 4–0            | Clasificación para la Copa del Caribe de 2007 |
| 2.  | 24-9-2006  | Stade René Serge Nabajoth, Les Abymes, Guadeloupe | Martinica                    | 3–0      | 4–0            | Clasificación para la Copa del Caribe de 2007 |
| 3.  | 30-9-2008  | Stade Olympique Yves-du-Manoir, Colombes, Francia | Tahití                       | 1–0      | 1–0            | Coupe de l'Outre-Mer 2008                     |
| 4.  | 11-10-2008 | Stade René Serge Nabajoth, Les Abymes, Guadeloupe | Islas Caimán                 | 2–0      | 2–0            | Clasificación para la Copa del Caribe de 2008 |
| 5.  | 15-10-2008 | Stade René Serge Nabajoth, Les Abymes, Guadeloupe | Martinica                    | 3–1      | 3–1            | Clasificación para la Copa del Caribe de 2008 |
| 6.  | 9-7-2009   | NRG Stadium, Houston, Texas                       | Nicaragua                    | 2–0      | 2–0            | Copa de Oro de la Concacaf 2009               |
| 7.  | 26-9-2010  | Stade Henri-Longuet, Viry-Châtillon, Francia      | Tahití                       | 1–1      | 1–1 (2–4 pen.) | Coupe de l'Outre-Mer 2010                     |
| 8.  | 1-10-2010  | Stade de Paris, París, Francia                    | Mayotte                      | 1–0      | 4–0            | Coupe de l'Outre-Mer 2010                     |
| 9.  | 1-10-2010  | Stade de Paris, París, Francia                    | Mayotte                      | 2–0      | 4–0            | Coupe de l'Outre-Mer 2010                     |
| 10. | 1-10-2010  | Stade de Paris, París, Francia                    | Mayotte                      | 4–0      | 4–0            | Coupe de l'Outre-Mer 2010                     |
| 11. | 24-10-2010 | Grenada National Stadium, St. George's, Grenada   | Puerto Rico                  | 2–0      | 2–0            | Clasificación para la Copa del Caribe de 2010 |
| 12. | 5-12-2010  | Stade Pierre-Aliker, Fort-de-France, Martinica    | Jamaica                      | 1–1      | 1–1 (4–5 pen.) | Copa del Caribe de 2010                       |
| 13. | 22-9-2012  | Stade de Montbauron, Versailles, Francia          | San Pedro y Miquelón         | 8–0      | 13–0           | Coupe de l'Outre-Mer 2012                     |
| 14. | 22-9-2012  | Stade de Montbauron, Versailles, Francia          | San Pedro y Miquelón         | 10–0     | 13–0           | Coupe de l'Outre-Mer 2012                     |
| 15. | 8-10-2004  | Stade René Serge Nabajoth, Les Abymes, Guadeloupe | San Vicente y las Granadinas | 2–1      | 3–1            | Clasificación para la Copa del Caribe de 2014 |

## Logros
- Guadeloupe Championnat National: 6

2008–09, 2010–11, 2012–13, 2013–14, 2017–18, 2022–23
- Coupe de Guadeloupe: 6

2008, 2010, 2013, 2014, 2018, 2020